# ヘイワインコ
Eunymphicus uvaeensisは、鳥綱インコ目Psittaculidae科Eunymphicus属に分類される鳥類。

## 分布
ウヴェア島

## 形態
全長32センチメートル。頭に緑色の羽毛が伸長し（冠羽）、冠羽先端に赤色部はない。頭部に黄色みがない。クチバシはとても太く、木の実を食べるのに適している。

## 分類
以前は種Eunymphicus cornutusの和名がヘイワインコとされていた。本種はE. cornutusの亜種ヘイワインコE. c. uvaeensisとされていた（基亜種E. c. cornutusはキゴシヘイワインコとされていた）。現在はそれぞれの亜種を独立種とする説が有力とされる。

## 生態
オスは頭の冠羽を振り、メスにアピールをする。木の実、果実などの実を食べる。花を食べることもある。

## 人間との関係
森林伐採による生息地の破壊、営巣場所の競合相手となるミツバチ類の移入などにより生息数は減少した。ペット用に捕獲され、輸出されることもあった。ネズミ類の侵入や、生息数が減少したことで在来の捕食者であるタカ類による影響も懸念されている。2010年現在生息数は増加傾向にある。啓蒙活動、人工巣の設置、飼育下での繁殖プログラムなどの保護対策が進められている。1990年代初頭の個体数は100 - 200羽と考えられていた。2016年には個体数が約1,780羽とする報告例がある。1975年のワシントン条約発効時からワシントン条約附属書IIに掲載され、2000年にEunymphicus cornutus（E. c. cornutusおよびE. c. uvaeensis）としてワシントン条約附属書Iに掲載されている。